# Яновський Ігор Сергійович
Ігор Сергійович Яновський (рос. Игорь Сергеевич Яновский, нар. 3 серпня 1974, Орджонікідзе) — російський футболіст, що грав на позиції флангового півзахисника, зокрема, за «Аланію» та «Парі Сен-Жермен», а також національну збірну Росії.
Дворазовий чемпіон Росії. Володар Кубка Росії. 

## Клубна кар'єра
У дорослому футболі дебютував 1990 року виступами за команду клубу «Автодор» з рідного Орджонікідзе, в якій провів два сезони, взявши участь у 35 матчах чемпіонату. 
Своєю грою за цю команду привернув увагу представників тренерського штабу головного місцевого клубу «Аланія», до складу якого приєднався 1993 року. Відіграв за владикавказьку команду наступні п'ять сезонів своєї ігрової кар'єри. Більшість часу, проведеного у складі «Аланії», був основним гравцем команди.
1998 року уклав контракт з французьким «Парі Сен-Жермен», у складі якого провів наступні три роки своєї кар'єри гравця. Граючи у складі «Парі Сен-Жермен» також здебільшого виходив на поле в основному складі команди.
Згодом з 2001 по 2004 рік грав на батьківщині за ЦСКА (Москва) та «Аланію». У складі армійської команди виборов титул чемпіона Росії, ставав володарем Кубка Росії.
Завершив професійну ігрову кар'єру у Франції у клубі «Шатору», за команду якого виступав протягом 2005—2006 років.

## Виступи за збірну
1996 року дебютував в офіційних матчах у складі національної збірної Росії. Протягом кар'єри у національній команді, яка тривала 8 років, провів у формі головної команди країни 32 матчі, забивши 1 гол.
У складі збірної був учасником чемпіонату Європи 1996 року в Англії.

## Титули і досягнення
- Чемпіон Росії (2):

«Аланія»: 1995
ЦСКА (Москва): 2003
- Володар Кубка Росії (1):

ЦСКА (Москва): 2001-2002